# Gran Premio motociclistico di Finlandia 1964
Il Gran Premio motociclistico di Finlandia fu il decimo appuntamento del motomondiale 1964.
Si svolse il 30 agosto 1964 a Imatra (anziché a Tampere, come le due edizioni precedenti). Corsero le classi 50, 125, 350 e 500.
Assente Mike Hailwood, che aveva già ottenuto il titolo iridato, la lotta per la vittoria della 500 si restrinse ai piloti privati. La vittoria andò all'australiano Jack Ahearn. Durante le prove, il britannico Vernon Cottle cadde ferendosi gravemente: le conseguenze dell'incidente portarono Cottle alla morte otto giorni dopo.
In 350 nuova vittoria per Jim Redman. Da segnalare il terzo posto della CKEB Vostok a quattro cilindri, prima moto sovietica a finire sul podio di una gara iridata.
Le gare di 50 e 125 assegnarono anche i titoli iridati delle due categorie: a vincere GP e Mondiale furono, rispettivamente, Hugh Anderson e Luigi Taveri.

## Classe 500

### Arrivati al traguardo
| Pos. | Pilota              | Moto      | Tempo        | Punti |
| ---- | ------------------- | --------- | ------------ | ----- |
| 1    | Jack Ahearn         | Norton    | 1h 08' 51" 6 | 8     |
| 2    | Mike Duff           | Matchless | +4" 8        | 6     |
| 3    | Gyula Marsovszky    | Matchless | +30" 9       | 4     |
| 4    | Nikolaj Sevast'ânov | CKEB      | +52" 5       | 3     |
| 5    | Paddy Driver        | Matchless | +1' 03" 1    | 2     |
| 6    | Lewis Young         | Matchless | +1' 38" 2    | 1     |
| 7    | Derek Woodman       | Matchless |              |       |
| 8    | Jouko Ryhänen       | Matchless |              |       |
| 9    | Jack Findlay        | Matchless |              |       |
| 10   | Thomas Gill         | Matchless |              |       |
| 11   | Hannu Kuparinen     | Matchless |              |       |
| 12   | Antero Ventoniemi   | Matchless |              |       |

### Ritirati
| Pilota               | Moto      | Motivo ritiro |
| -------------------- | --------- | ------------- |
| Teuvo Laakso         | Matchless |               |
| Fred Stevens         | Matchless |               |
| Endel Kiisa          | CKEB      |               |
| Veikko Sulasaari     | Norton    |               |
| Sven-Olov Gunnarsson | Norton    |               |
| Bosse Granath        | Matchless |               |
| Agne Carlsson        | Matchless |               |
| Pentti Lehtelä       | Norton    |               |
| Bror-Erland Carlsson | Matchless |               |
| Anssi Resko          | Matchless |               |

## Classe 350

### Arrivati al traguardo
| Pos. | Pilota        | Moto  | Tempo      | Punti |
| ---- | ------------- | ----- | ---------- | ----- |
| 1    | Jim Redman    | Honda | 1h 02' 48" | 8     |
| 2    | Bruce Beale   | Honda | +1' 29"    | 6     |
| 3    | Endel Kiisa   | CKEB  | +1' 43"    | 4     |
| 4    | Alan Shepherd | MZ    | +2' 10"    | 3     |
| 5    | Mike Duff     | AJS   | +2' 10"    | 2     |
| 6    | Derek Woodman | AJS   |            | 1     |

## Classe 125
Tra i piloti costretti al ritiro vi fu Hugh Anderson.

### Arrivati al traguardo
| Pos. | Pilota           | Moto   | Tempo        | Punti |
| ---- | ---------------- | ------ | ------------ | ----- |
| 1    | Luigi Taveri     | Honda  | 1h 00' 22" 4 | 8     |
| 2    | Ralph Bryans     | Honda  | +0" 8        | 6     |
| 3    | Jim Redman       | Honda  | +1" 1        | 4     |
| 4    | Bert Schneider   | Suzuki | +1' 26" 9    | 3     |
| 5    | Klaus Enderlein  | MZ     | +1 giro      | 2     |
| 6    | Dieter Krumpholz | MZ     | +1 giro      | 1     |

## Classe 50
Tra i piloti costretti al ritiro vi fu Ralph Bryans.

### Arrivati al traguardo
| Pos. | Pilota               | Moto     | Tempo     | Punti |
| ---- | -------------------- | -------- | --------- | ----- |
| 1    | Hugh Anderson        | Suzuki   | 32' 54" 8 | 8     |
| 2    | Hans-Georg Anscheidt | Kreidler | +0" 7     | 6     |
| 3    | Luigi Taveri         | Kreidler | +43" 9    | 4     |
| 4    | Isao Morishita       | Suzuki   | +50" 5    | 3     |
| 5    | Rudolf Kunz          | Kreidler | +59" 2    | 2     |
| 6    | Charlie Mates        | Honda    |           | 1     |

## Fonti e bibliografia
- Corriere dello Sport, 31 agosto 1964, pag. 2.
- Risultati della 500 su autosport.com, su autosport.com.